# Kayla Pratt
Kayla Pratt, née le 27 mai 1991, est une rameuse néo-zélandaise.

## Palmarès

### Championnats du monde
| Discipline       | Chungju 2013 Corée du Sud | Amsterdam 2014 Pays-Bas | Aiguebelette 2015 France |
| ---------------- | ------------------------- | ----------------------- | ------------------------ |
| Deux de pointe   | Bronze                    |                         |                          |
| Quatre de pointe |                           | Or                      |                          |
| Huit             |                           |                         | Argent                   |